# Султан, Гариф Нигматуллиевич
Гариф Нигматуллиевич Султан (тат. Гариф Нигъмәтулла улы Солтан; 23 сентября 1923, Зирган — 14 ноября 2011) — татарский журналист, руководитель татаро-башкирской службы радио «Свобода» («Азатлык») с 1976 по 1989 годы, доктор философии (PhD) по праву 

.

## Биография

### Война
Родился 23 ноября 1923 года в деревне Зирган Мелеузовского района Башкирской АССР в татарской семье. Отец — Нигматулла-абзый, зажиточный крестьянин. Мать — Зейнеп-апа Султан из белебейского рода Шахингереевых, домохозяйка. Семья уехала из деревни после коллективизации (отца обвинили в кулачестве) и поселилась в Ишимбае, где Гариф Султан и окончил среднюю татаро-башкирсккую школу №3. Поступил в Уфимский педагогический институт (ныне Уфимский университет науки и технологий) на немецкое отделение.
В 1941 году Гариф был призван в РККА и отправился на фронт Великой Отечественной войны, где попал в плен на следующий год. В обмен на сотрудничество с гитлеровцами Султан был освобождён стараниями Ахмета Тимера и вступил в легион «Идель-Урал», став работать там переводчиком и организовывать культурные мероприятия для солдат легиона. В 1942 году впервые встретился с Мусой Джалилем, которого в 1943 году отправил в Берлин для получения немецкого паспорта. По версии историка Рафаэля Мустафина, именно Гариф Султан выдал Мусу Джалиля и его соратников по антифашистскому подполью гитлеровцам, однако сам Султан это отрицал и утверждал, что хотел спасти джалилевцев, у которых уже были немецкие паспорта и которым грозила смерть. Позднее он заявлял, что КГБ пытается его оклеветать и выставить виновником трагедии.

### Журналист
Султан сдался американским войскам в конце войны и отказался возвращаться на родину. В 1948—1952 годах он окончил Гамбургский университет, факультет государственных и юридических наук. Далее учился в аспирантуре и защитил докторскую диссертацию по праву в Мюнхенском университете. Работал ведущим научным сотрудником Института изучения СССР, с 1951 года организовал вещание радиопередач на татарском языке на радио «Голос Америки». Свободно владел русским, татарским, английским, немецким и турецким языками, немного владел башкирским. 
В 1953 году стал сооснователем татаро-башкирской службы радио «Свобода» (радио «Азатлык») с Ниязом Максуди, работал корреспондентом в США до 1969 года. Руководил радиостанцией с 1976 по 1989 годы, выходил под псевдонимами Юлай, Фенис Ишимбай, Азат Колай, С. Уфалы. Он был автором многих программ об истории, литературе, искусстве и личностях татарского народа — учёных, писателей и политиков: в рамках некоторых программ Султан посещал не раз библиотеку Конгресса США, откуда взял тысячи копий татарских книг и которые переписывал с арабской графики на латинскую. 

### Политическая деятельность
С 1957 по 1968 годы Султан проживал в Америке и работал в Институте изучения СССР, организовав общество американских татар. Гариф Султан неоднократно встречался с представителями татарской диаспоры: встреча с Гаязом Исхаки в Мюнхене в 1953 году позволила устроить на радиостанцию «Азатлык» одного из её ведущих журналистов Али Акыша, а в 1960-х встретился с представителем башкирского национального движения Зеки Валиди, который скептически относился к сотрудничеству с башкирской диаспорой и совместной деятельности в одном отделе. Султан как правозащитник и правовед выступал на различных конференциях с докладами о тюркских народах и тюрко-мусульманах, и многие его выступления были направлены против СССР. Гариф Султан считается организатором сепаратистского движения за независимость «Идель-Урал».
Так, на IV конференции Института изучения истории и культуры СССР, прошедшей в Мюнхене с 5 по 7 июля 1954 года, Султан обвинил СССР в злоупотреблении периодизацией истории народов СССР, которая якобы искажала историю нерусских народов и оправдывала присоединение их земель к Российской империи, а в 1963 году в Багдаде на V всемирном конгрессе мусульман он выступил с докладом «Положение мусульманских народов СССР», в котором открыто обвинил СССР в нарушении прав тюрко-мусульман, в том числе татар и башкир. СССР в ответ выслал ноту протеста странам-участницам конференции, а Султан заявил, что его просто пытаются оклеветать и очернить. Подобные выступления прошли также в Мекке в 1956 году (туда он совершил хадж), в Каире в 1962 году. В 1964 году он провёл дни татарской культуры в Америке.
12 мая 1962 (по другим данным — 1965 года) как президент Исламской ассоциации Америки Султан выступил в Конгрессе США с речью, в которой утверждал о репрессиях в отношении мусульманских народов СССР и попытке их изолировать от мусульманского мира. Неоднократно делал антисоветские и антироссийские заявления, заявляя о необходимости распада СССР и России для восстановления независимости Татарстана и тюркских государств. В СССР подобные заявления Гарифа Султана расценили как антисоветскую деятельность, за что ему был запрещён въезд в страну.
Он скончался в Германии 14 ноября 2011 года, так и не вернувшись на родину. Похоронен в Мюнхене 18 ноября 2011 года.

### Семья
Мать Гарифа Султана умерла в 1939 году в Ишимбае от пневмонии, в 1944 году скончался и отец. Родители похоронены в Ишимбае, младшие братья Гарифа остались жить там же. Его супруга — жительница Финляндии Мадина, дети — Фарит и Карима, выросшие в Европе.